# Prințesa Ingrid Alexandra a Norvegiei
Prințesa Ingrid Alexandra a Norvegiei (n. 21 ianuarie 2004, Oslo) este primul copil al Prințului Moștenitor Haakon și al doilea copil al soției sale, Mette-Marit. Este nepoata regelui Harald al V-lea al Norvegiei și este a doua în ordinea succesiunii la tronul Norvegiei, după tatăl ei. Are un frate mai mic, Prințul Sverre Magnus al Norvegiei, și un frate (de mamă) mai mare, Marius Borg Høiby.

## Naștere
Ingrid Alexandra s-a născut la 21 ianuarie 2004 la ora 9:13, la Spitalul Rikshospitalet din Oslo. La naștere a cântărit 3,686 grame și a avut 51 de cm lungime.
Ingrid a fost botezată la 17 aprilie 2004. Episcopul Gunnar Stålsett a oficiat slujba în capela Palatului Regal din Oslo. Printre nașii prințesei se numără: regele Harald al V-lea al Norvegiei, Prințul Moștenitor Frederik al Danemarcei, Prințesa Moștenitoare Victoria a Suediei, Prințul Moștenitor Felipe al Spaniei, Prințesa Märtha Louise a Norvegiei și bunica maternă, Marit Tjessem.

## Educație
Prințesa Ingrid Alexandra a început școala la 20 august 2010, o școală locală de stat, situată în același cartier ca și școala unde a învățat fratele ei, Marius Borg Høiby. Este primul membru al familiei regale care merge la o școală publică.
În 1990 Constituția Norvegiei a fost modificată, schimbându-se principiul succesiunii la tron în sensul că primul copil al monarhului, indiferent de sex, are prioritate în ordinea succesiunii. Din moment ce acest lucru nu s-a făcut retroactiv, primul membru al familiei regale căruia i se aplică este Ingrid Alexandra. Ea are prioritate în fața fratelui ei mai mic, însă tatăl său Haakon continuă să aibă prioritate în fața surorii sale mai mari, Prințesa Märtha Louise. Se așteaptă ca Ingrid Alexandra să fie a doua regină a Norvegiei, după Margareta.
La 19 iunie 2010, Prințesa Ingrid Alexandra a fost domnișoară de onoare la nunta nașei ei, Prințesa Moștenitoare Victoria a Suediei.